# Plazský mlýn
Plazský mlýn (nazývaný také Bleissmühle, Bleissermühle nebo Demelmühle) je zaniklý vodní mlýn ve vojenském újezdu Libavá. Osada patřila k zaniklé obci Čermná. Ruiny budov mlýna se nachází ve výrazném ohbí Plazského potoka (pravostranný přítok řeky Odry) na jeho levém břehu, severovýchodně pod Zigartickým kopcem v Oderských vrších (části pohoří Nízký Jeseník) v okrese Olomouc v Olomouckém kraji. Vzhledem k tomu, že místo se nachází ve vojenském prostoru, tak je, mimo vyhrazené dny v roce, nepřístupné.

## Historie
Mlynáři na Plazském mlýně měli příjmení Demel. V roce 1930 je uváděn jen funkční šrotovník s mlýnským kolem na horní vodu, náhonem a lednicí. Osada patřila pod čermenskou farnost. Vedle mlýna byly další dvě budovy. V roce 1946 byli němečtí osadníci vysídleni a následný zánik osady je spojen se vznikem vojenského výcvikového prostoru.
Plazský mlýn je také místem torza nedalekého kamenného kříže, který se jako jeden z mála místních křížů dochoval do současnosti.

## Další informace
Plazský mlýn je přístupný po lesní cestě.
Poblíž se jihozápadním směrem nachází zaniklá samota Bleiss a severozápadním směrem zaniklá vesnice Zigartice. Proti směru toku Lazského potoka se jižním směrem nachází zaniklý Čermenský mlýn. Severozápadním směrem se nachází zaniklá vesnice Keprtovice.

## Galerie

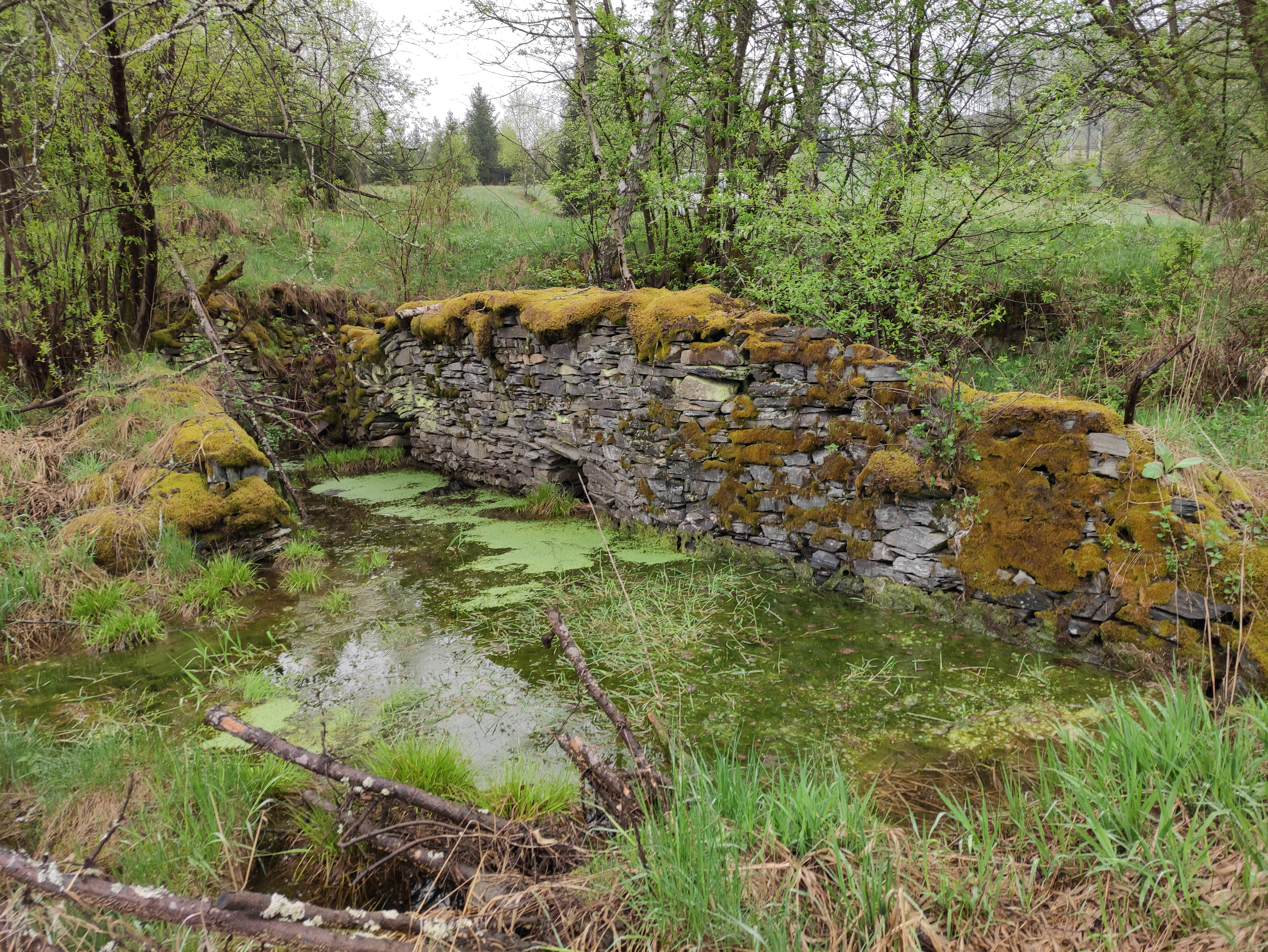
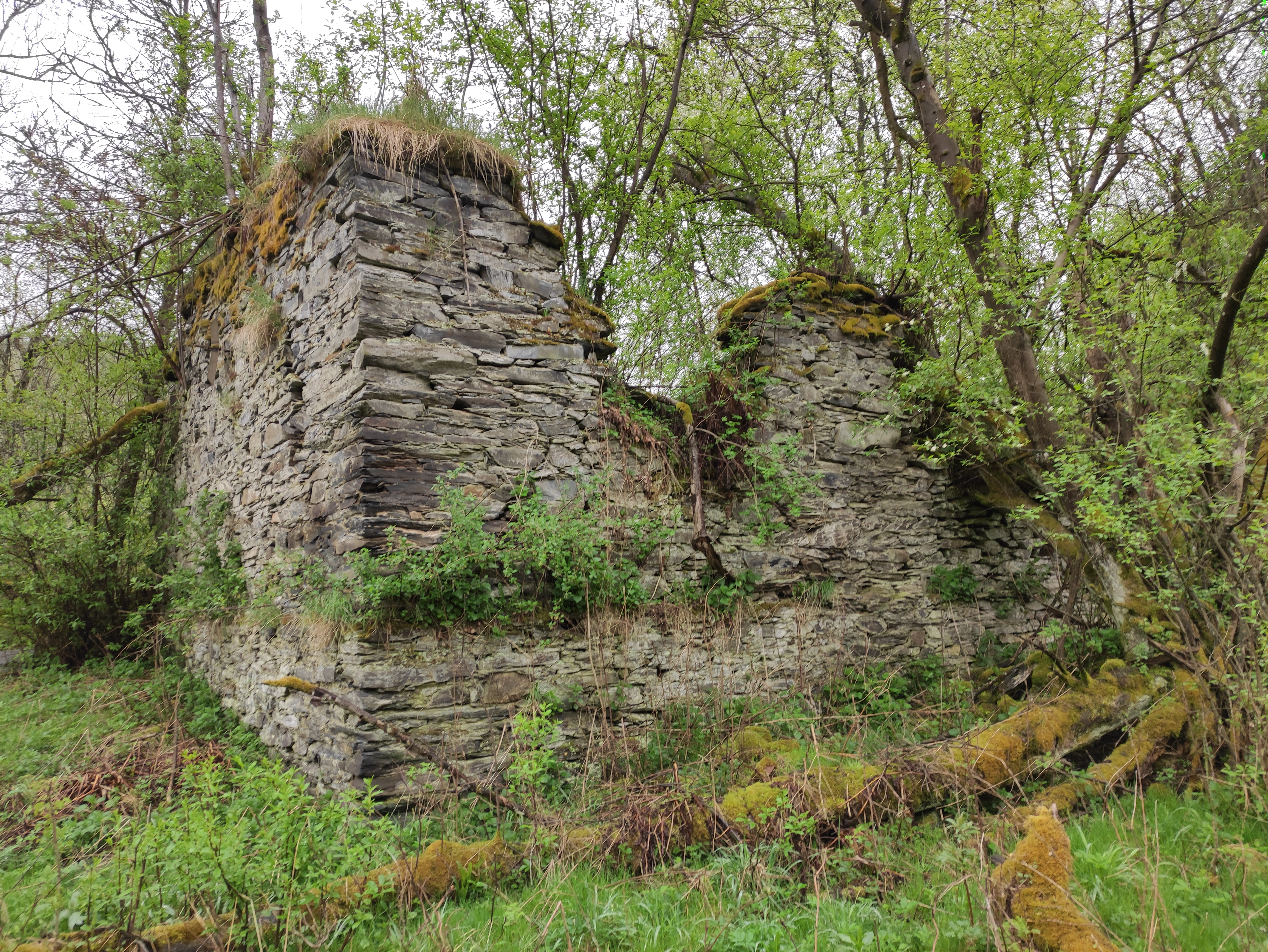
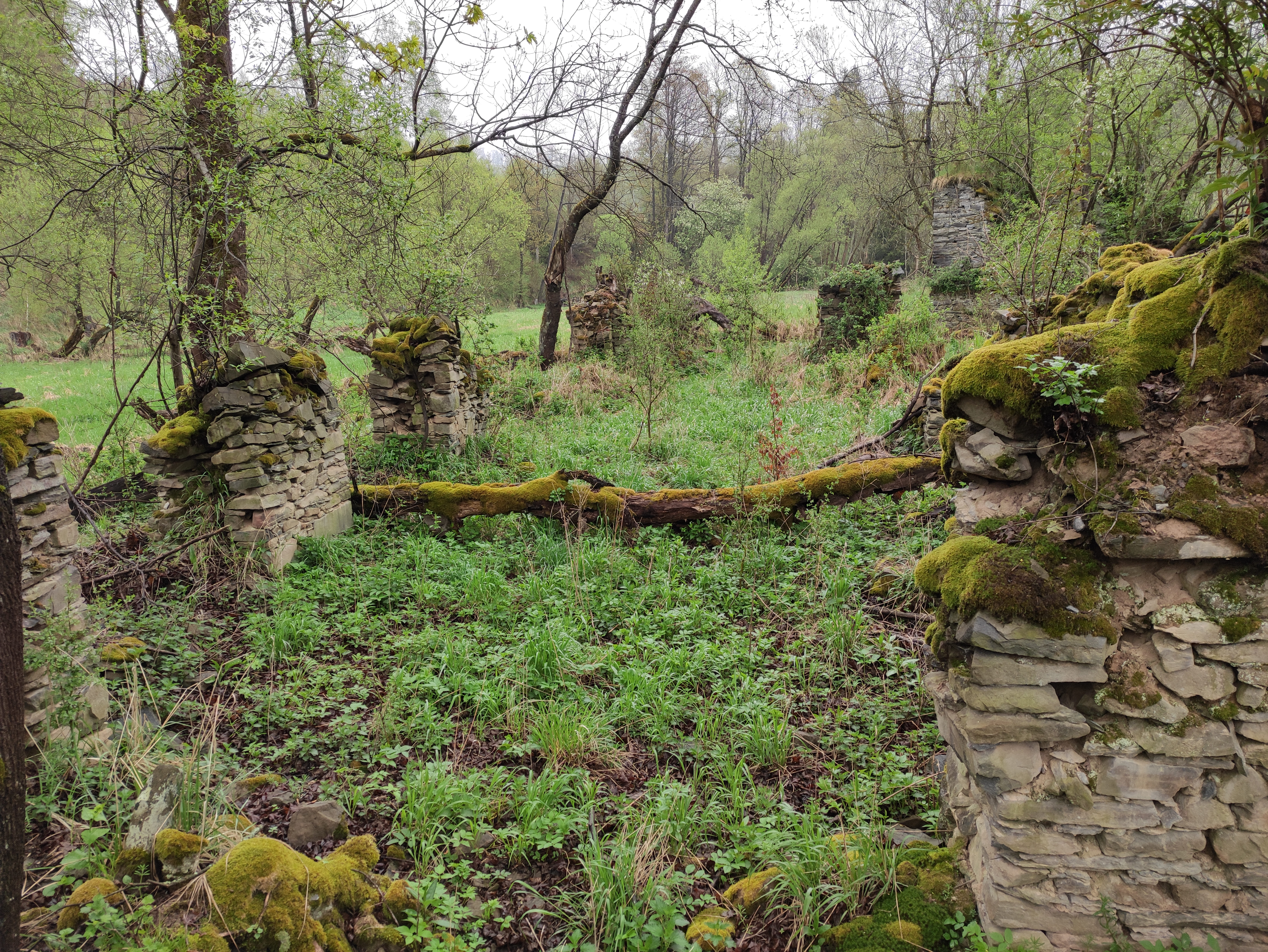